# استفاده از تکنیک‌های آماری در حسابرسی
استفاده از تکنیک‌های آماری حسابرسی کتابی از مرکز تحقیقات حسابداری و حسابرسی است که در سال ۱۳۶۹ منتشر و در مراسم کتاب سال جمهوری اسلامی ایران به‌عنوان کتاب شایسته تقدیر معرفی شد.